# Ikem Billy
Ikem Billy (Reino Unido, 25 de enero de 1964) es un atleta británico retirado especializado en la prueba de 800 m, en la que consiguió ser medallista de bronce mundial en pista cubierta en 1985.

## Carrera deportiva
En los Juegos Mundiales en Pista Cubierta de 1985 ganó la medalla de bronce en los 800 metros, con un tiempo de 1:48.28 segundos, tras los atletas españoles Colomán Trabado y Benjamín González (plata).